# Jānis Čakste
Jānis Čakste (ur. 14 września 1859 w Lielsesavie, zm. 14 marca 1927 w Rydze) – łotewski polityk, który w 1918 został pierwszym prezydentem niepodległej Łotwy. Był też przewodniczącym Zgromadzenia Konstytucyjnego.

## Życiorys
W 1882 roku ukończył gimnazjum w Mitawie oraz Wydział Prawa Uniwersytetu Moskiewskiego. Pracował w rosyjskiej administracji guberni kurlandzkiej. W 1888 rozpoczął pracę prawnika w Mitawie. Tam też został prezesem trzech łotewskich stowarzyszeń. W 1905 opracował projekt autonomii dla Łotwy, nie spotkał się on jednak z uznaniem cara Mikołaja II. Rok później po raz pierwszy w życiu zasiadł w rosyjskiej Dumie (jako przedstawiciel Kurlandii), gdzie śmiało reprezentował interesy Łotyszów. Po rozwiązaniu jeden z sygnatariuszy tzw. apelu z Viipuri, domagającego się niepłacenia podatków i odmowy służby wojskowej aż do czasu zwołania kolejnej Dumy.
Za harde postępowanie wobec cara służalcze rosyjskie sądy skazały go na trzy miesiące więzienia. W czasie wojny przeniósł się do estońskiego Tartu, gdzie został prezesem stowarzyszenia uchodźców łotewskich. W latach 1917–1918 wiele podróżował po świecie, wszędzie propagując ideę niepodległej Łotwy, wydał m.in. broszurę w języku niemieckim „Łotysze i ich ojczyzna”.
W 1918 Rada Państwa wybrała Čakstego na prezydenta. W 1919 był on członkiem delegacji łotewskiej na konferencję paryską, gdzie domagał się od mocarstw zachodnich bezwarunkowego uznania niepodległości Łotwy. Wybór Čakstego na głowę państwa potwierdził sejm konstytucyjny oraz sejmy I i II kadencji. Łącznie sprawował on więc swój urząd do 1927 roku (w trakcie ostatniej kadencji zmarł). Został pochowany na Cmentarzu Leśnym w Rydze, gdzie znajduje się jego okazałe mauzoleum.
Został odznaczony m.in. łotewskim Orderem Trzech Gwiazd, belgijskim Orderem Leopolda, estońskim Krzyżem Wolności I klasy (1925), finlandzkim Orderem Białej Róży oraz Orderem Odrodzenia Polski.